# Imre Zachár
Imre Zachár (Budapest, Hungría, 11 de mayo de 1890-7 de abril de 1954) fue un nadador húngaro especializado en pruebas de estilo libre, donde consiguió ser subcampeón olímpico en 1908 en los 4x200 metros.

## Carrera deportiva
En las Olimpiadas de Londres 1908 ganó la medalla de plata en los relevos 4x200 metros libre, con un tiempo de 10:59.0 segundos, tras Reino Unido (oro) y por delante de Estados Unidos (bronce), siendo sus compañeros de equipo: József Munk, Béla Las-Torres y Zoltán Halmay.